# Isaac Backus
Isaac Backus (Connecticut, Estados Unidos, 9 de enero de 1724 - Middleborough, Massachusetts, Estados Unidos, 20 de noviembre de 1806) fue un  teólogo, predicador, misionero, escritor y erudito bíblico estadounidense que durante la era de la Revolución Americana hizo campaña contra las iglesias establecidas por el estado en Nueva Inglaterra .

## Biografía
Isaac Backus nació en el pueblo de Yantic, ahora parte del pueblo de Norwich, Connecticut, Estados Unidos, Backus fue influenciado por el Gran Despertar y las obras de Jonathan Edwards y George Whitefield . Se convirtió en 1741. Durante cinco años, fue miembro de una iglesia congregacionalista separatista . En 1746 se convirtió en predicador . Fue ordenado pastor en 1748.  Backus se convirtió en Bautista en 1751 cuando se convirtió en pastor de la Iglesia Bautista de Middleborough en Middleborough, Massachusetts .
En 1764, Isaac Backus se unió a John Brown , Nicholas Brown , William Ellery , Stephen Hopkins , James Manning , Ezra Stiles , Samuel Stillman , Morgan Edwards y varios otros como miembro original o fideicomisario para la fundación del Colegio en la Colonia Inglesa de Rhode Island and Providence Plantations (el nombre original de Brown University ), la primera escuela bautista de educación superior.

### Período revolucionario estadounidense
Considerado un destacado orador del "púlpito de la Revolución Americana". Backus publicó un sermón en 1773 que articulaba su deseo de libertad religiosa y una separación de la iglesia y el estado llamado Un llamado al público por la libertad religiosa, contra las opresiones de la actualidad. En ese libro, Backus declaró: "Ahora, ¿quién puede oír a Cristo declarar que su reino no es de este mundo y, sin embargo, creer que esta combinación de iglesia y estado juntos puede agradarle?" 
En 1778, fue autor de una obra de importancia histórica titulada Gobierno y libertad descrita y tiranía eclesiástica expuesta, de la cual se conserva una copia en la Biblioteca John Carter Brown de Brown.

### Durante el debate de ratificación
Backus sirvió como delegado de Middleborough a la convención de ratificación de Massachusetts , que ratificó la Constitución de los Estados Unidos en 1788. En un discurso durante la convención, Backus elogió la constitución por su prohibición de las pruebas religiosas para los titulares de cargos federales:
Muchos parecen estar muy preocupados por ello [prohibición de las pruebas religiosas], pero nada es más evidente, tanto en la razón como en las Sagradas Escrituras, que el hecho de que la religión es siempre un asunto entre Dios y los individuos; y por tanto ningún hombre u hombres pueden imponer ninguna prueba religiosa sin invadir las prerrogativas esenciales de nuestro Señor Jesucristo. Los ministros asumieron por primera vez este poder bajo el nombre de pila; y luego Constantino aprobó la práctica, cuando adoptó la profesión de cristianismo, como motor de la política estatal. Y que se escudriñe la historia de todas las naciones, desde ese día hasta hoy, y parecerá que la imposición de pruebas religiosas ha sido el mayor motor de la tiranía en el mundo.
En el mismo discurso, Backus también elogió la constitución por otorgar al gobierno federal el poder de gravar y eventualmente (después de veinte años) regular o abolir la trata de esclavos . Votó a favor de la ratificación.

## Lectura adicional
- Allison, William Henry. "Isaac Backus". Diccionario de biografía estadounidense. Vol I. , pág. 471. Nueva York: Charles Scribner's Sons, 1928, 1943.
- Backus, Isaac (1773). . Un llamamiento al público por la libertad religiosa contra las opresiones de la actualidad Boston: John Boyle.
- Backus, Isaac (1782). La doctrina de la salvación universal examinada y refutada  Boston: John Carter.
- Backus, Isaac (1805). Una gran fe descrita e inculcada: un sermón sobre Lucas VII. 9 .  Boston: E. Lincoln
- Backus, Isaac (1844). Historia de la Iglesia de Nueva Inglaterra desde 1620 hasta 1804 .Filadelfia: American Baptist Publ. y Sociedad de las SS.
- Backus, Isaac (1871). David Weston (ed.) Una historia de Nueva Inglaterra con especial referencia a la denominación de cristianos llamados bautistas . 1 (2 ed.). Newton, Massachusetts: Sociedad histórica de Backus.
- Backus, Isaac (1871). David Weston (ed.).Una historia de Nueva Inglaterra con especial referencia a la denominación de cristianos llamados bautistas . 2 (2 ed.). Newton, Massachusetts: Sociedad histórica de Backus.
- El diario de Isaac Backus . William G. McLoughlin, ed. 3 vol. Providencia: Brown University Press, 1979.
- Grenz, Stanley J. "Iglesia y Estado: El legado de Isaac Backus". Center Journal 2 (primavera de 1983): 73–94.
- "Isaac Backus: Luz del siglo XVIII sobre la cuestión de la oración escolar contemporánea". Perspectives in Religious Studies 13 (invierno, 1986): 35–45.
- "Isaac Backus y la libertad religiosa". Foundations 22 (octubre / diciembre de 1979): 352–360.
- Isaac Backus, puritano y bautista: su lugar en la historia, su pensamiento y sus implicaciones para la teología bautista moderna . Macon, GA: Mercer University Press , 1983.
- (Revisión en JSTOR  25107417
- Pequeño, David. "La religión civil estadounidense y el auge del pluralismo". Union Seminary Quarterly Review 38 (3-4, 1984): 401–413.
- Maston, TB Isaac Backus: pionero de la libertad religiosa . Londres: James Clarke & Co. Ltd., 1962.
- McLoughlin, William G. "Isaac Backus y la separación de la Iglesia y el Estado en América". American Historical Review 73 (junio de 1968): 1392–1413. JSTOR  1851375
- Los documentos de Isaac Backus, 1630-1806. Leigh Johnsen, ed. 15 bobinas de microfilm. Ann Arbor, Míchigan: Información y aprendizaje de ProQuest, 2003.
- Isaac Backus sobre Iglesia, estado y calvinismo: folletos, 1754-1789 . Cambridge, Massachusetts: Harvard University Press, 1968
- Isaac Backus y la tradición pietista estadounidense . Boston: Little, Brown and Company, 1967.